# Jacques de Bethune
Jacques Marie Vincent Ghislain de Bethune (Marke, 1 april 1932), met kloosternaam Thierry, is een Belgische benedictijn en beeldend kunstenaar.

## Levensloop
Baron Jacques de Bethune is de derde van de zes kinderen van baron Jean de Bethune (1900-1981) en barones Louise de Vinck (1901-1977). 
In 1954 trad hij in de abdij van de benedictijnen van Maredsous in en nam de kloosternaam Thierry aan. Hij kwam hiermee terecht in de gebouwen die in de negentiende eeuw door zijn overgrootvader Jean Bethune waren ontworpen.
Hij had al heel vroeg belangstelling voor schilder- en tekenkunst en toen hij zeventien was begon hij schilderijen van de Vlaamse Primitieven te kopiëren of er nieuwe te maken in dezelfde stijl.
In 1959 werd hij naar een Sint-Lucasschool gestuurd om er studies in binnenhuisarchitectuur te ondernemen. Toen hij in 1963 afgestudeerd was, begon hij aan de inwendige restauratie van de abdijkerk van de Katsberg. Hij werkte vervolgens in andere abdijen in Frankrijk.
Rond dezelfde periode werd hij belast met de verantwoordelijkheid over de jeugdkampen die door de abdij van Maredsous werden georganiseerd. Tijdens de 46 jaar dat hij deze functie uitoefende, namen meer dan 140.000 jongeren aan deze kampen deel. Het tekenen en schilderen gebeurde tijdens al die jaren in mineur.
In latere jaren heeft Bethune zijn artistieke bedrijvigheid weer intensiever opgenomen. Sinds 1999 neemt hij jaarlijks deel aan het Internationaal stripfestival van Angoulême en heeft hij een twintigtal tentoonstellingen van zijn werk gehouden.
Bethune maakt drie soorten tekeningen:
- voor de begeleiding van catecheseteksten
- gebouwen, waarbij dankzij een techniek van vouwen van bladen ongewone perspectiefzichten bekomen worden
- tekeningen die men transparant kan bekijken of die in twee tegengestelde richtingen een verschillend beeld weergeven.

In zijn abdij heeft Thierry de Bethune een bescheiden museum opgericht.
Thierry heeft een broer monnik, Pierre de Bethune (°1936), in de abdij Clerlande bij Ottignies en had een broer die seculiere priester was, Jean de Bethune (1929-1978). Voormalig burgemeester van Kortrijk Emmanuel Pierre de Bethune is eveneens zijn broer.